# النقارة (الرضمة)

تعديل مصدري - تعديل

النقارة محلة تابعة لقرية الذاري، التابعة لعزلة شيزر بمديرية الرضمة إحدى مديريات محافظة إب في الجمهورية اليمنية.، بلغ تعداد سكانها 454 حسب تعداد اليمن لعام 2004. 

## روابط خارجية
- المركز الوطني للمعلومات باليمن